# Kim Hye-seong
Kim Hye-seong (Hangul: 김혜성; também escrito Kim Hye-sung; 14 de janeiro de 1988) é um ator e modelo sul-coreano.

## Filmografia

### Cinema
| Ano  | Título            | Papel           | Notas           |
| ---- | ----------------- | --------------- | --------------- |
| 2004 | Jenny, Juno       | Juno            | Papel principal |
| 2006 | Gangster High     | Choi Kyung-chol | Papel de apoio  |
| 2008 | Boy Meets Boy     | Min-soo         | Papel principal |
| 2010 | 71: Into the Fire | Yong-man        | Papel de apoio  |
| 2011 | Glove             | Jang Dae-gun    | Papel de apoio  |

### Televisão
| Ano     | Título                      | Papel            | Rede | Notas                             |
| ------- | --------------------------- | ---------------- | ---- | --------------------------------- |
| 2006–07 | High Kick!                  | Lee Min-ho       | MBC  | Papel principal                   |
| 2007–08 | Sonyeon Sonyeo Gayo Baekseo | Co-apresentador  | Mnet | Ao lado de Tiffany                |
| 2008–09 | The Kingdom of The Winds    | Príncipe Yeo-jin | KBS2 | Papel de apoio                    |
| 2009    | High Kick! 2                | Lee Min-ho       | MBC  | Participação especial, episódio 1 |